# Astylopsis macula
Astylopsis macula är en skalbaggsart som först beskrevs av Thomas Say 1827.  Astylopsis macula ingår i släktet Astylopsis och familjen långhorningar. Inga underarter finns listade.